# Andreas Birkner
Andreas Birkner (n. 15 august 1911, Cincșor, comitatul Făgăraș – d. 1998, Germania) a fost scriitor și poet de limba germană, originar din România.
Andreas Birkner a fost fiul unui țăran. Deoarece nu părea că munca pământului i-ar face plăcere, tatăl său l-a trimis să-și continue studiile. Așa a ajuns să urmeze gimnaziul și apoi seminarul teologic-pedagogic evanghelic din Sibiu.
Activitatea profesională a început-o ca profesor la Craiova, unde a fost o perioadă și rector de școală și a păstorit comunitatea evanghelică din localitate. Între 1941-1953 a fost preot la Caransebeș și apoi la Sibiu, până în 1958.

## Activitatea literară
Debutul său literar a fost povestirea Der Bauer sucht einen Rechtsanwalt (Țăranul caută un avocat), publicată în 1934 în revista Klingsor din Brașov.
Au urmat povestirile Die Straße neben dem Strom (Strada de lângă râu) (1941); Der gelbe Windhund (Ogarul galben) (1944) și romanul Wind in der Tenne (Vânt pe aria de treierat) (1944).
La inițiativa lui Erwin Neustädter, în anul 1942, lui Andreas Birkner i s-a decernat premiul revistei de propagadă nazistă Volk im Osten - Zeitschrift des Südostens, fapt cunoscut opiniei publice abia în 1943, după ce Birkner s-a înscris ca voluntar în Waffen-SS.
În cel mai important roman al său, Die Tatarenpredigt (Predica tătarului) (1973), Birkner a ridicat un monument satului săsesc din Transivania, așa cum mai era el după al doilea război mondial, cu diversitatea sa națională, confesională și culturală.
În romanul următor Das Meerauge (Ochiul de mare) (1976), conceput după plecarea sa din România, autorul descrie soarta sașilor transilvăneni care au emigrat în Republica Federală Germania.
A mai publicat romanul Heinrich der Wagen bricht (Heinrich cel care sfărâmă căruțe) (1978) și volumul de povestiri Der Brautschmuck des Sebastian Hann (Gătelile de mireasă ale lui Sebastian Hann) (2002).
A menținut o strânsă prietenie cu cunoscuți scriitori transilvăneni de limbă germană a vremii sale: Erwin Wittstock, Harald Krasser, Alfred Margul-Sperber, Oscar Walter Cisek și Alfred Kittner.

## Calvarul represiunii comuniste
În iulie 1958 a fost arestat, împreună cu mai mulți colegi ai săi, scriitori, i-au fost confiscate mai multe manuscrise și a fost trimis în arest preventiv la Brașov.
A fost condamnat, în ceea ce s-a numit „Procesul scriitorilor germani”. Acest proces a luat sfârșit la 15 septembrie 1959 la Brașov (pe vremea aceea "Orașul Stalin"). Rezultatul procesului a fost condamnarea la un total de 95 de ani de muncă silnică, confiscarea averilor și anularea drepturilor civile ale acuzațiilor Andreas Birkner, Wolf von Aichelburg, Georg Scherg, Hans Bergel și Harald Siegmund, pentru "infracțiunea de instigare împotriva ordinii sociale și agitație".
Martorul principal al acuzării a fost scriitorul Eginald Schlattner. În anul 1968, prin Hotărârea 37 a Înaltei Curți de Justiție din România, cei cinci scriitori au fost reabilitați și declarați condamnați pe nedrept din cauza mărturiilor mincinoase..
Andreas Birkner a fost considerat „cap de lot“, fiind condamnat la 25 de ani muncă silnică și 10 ani de interzicere a drepturilor cetățenești. A fost închis la Codlea, apoi la Gherla, în faimoasa celulă 72. A urmat domiciliul forțat în Bărăgan, de unde a putut pleca înainte de ispășirea întregii pedepse, în urma amnistiei din 1964 pentru deținuții politici.
În urma curentului de liberalizare din anii 1960, în prima etapă, în 1962, au fost eliberați din închisoare Harald Siegmund și Georg Scherg. Apoi, în urma decretului 411/1964, când au fost eliberați circa 100.000 de deținuți politici, au fost eliberați și Andreas Birkner, Hans Bergel și Wolf von Aichelburg, fără nici un fel de explicații.

## Ultimii ani de viață
După eliberarea din domiciliul forțat, Andreas Birkner a fost preot la Ștena (actualmente Dacia, Brașov)
În anul 1966, Andreas Birkner  a emigrat în RFG și s-a stabilit în localitatea Freiburg i.Br. Acolo, a lucrat ca duhovnic la clinica universitară din Freiburg, până la pensionare.
Activitatea sa literară a fost recunoscută prin numeroase premii:
- 1944 Premiul pentru povestire al revistei „Volk im Osten“;
- 1956 Premiul 1 pentru proză al ziarului Neuer Weg;
- 1957 Premiul revistei Volk und Kultur;
- 1991 Premiul pentru literatura săsească din Transilvania, premiu pe care l-a refuzat.

Andreas Birkner a murit în 1998 în localitatea Freiburg i.Br.

## Scrieri
- Aurikeln (Primule), 66 pagini, Editura ESPLA, București, 1957
- Der lange Segen und andere Geschichten, 85 pagini, Editura Friedrich Reinhardt, 1975 ISBN 3724503385
- Das Meerauge. Roman, Europaverlag, Wien 1976, ISBN 3203505959
- Heinrich der Wagen bricht. Roman, Europaverlag Wien 1978, ISBN 3203506726
- Spiele mit Nausikaa (Roman), Editura Europaverlag, 1981, ISBN 3203507749
- Der Brautschmuck des Sebastian Hann. Erzählungen. Verlag Südostdeutsches Kulturwerk, München 2002

## Prezent în antologii
A fost inclus în antologia bilingvă Scriitori germani din România de după 1945, apărută în 2012 la Editura Curtea Veche